# Аомори (префектура)
Ао́мори, также Аомо́ри (яп. 青森県 Аомори-кэн) — префектура Японии, которая находится в регионе Тохоку на севере острова Хонсю. Центр префектуры — город Аомори. Площадь префектуры составляет 9644,55 км², население — 1 353 283 человека (1 августа 2014), плотность населения — 140,32 чел./км².
Основой экономики является сельское хозяйство, в частности выращивание яблок. На территории префектуры расположены вулканическое озеро Товада, вулканическая гряда Хаккода, а также горы Сираками — объект Всемирного наследия ЮНЕСКО. Среди культурных памятников — археологическая стоянка Саннай-Маруяма — крупнейшее поселение в Японии эпохи неолита, руины средневекового замка Хиросаки и ночные парады нэбута с огромными фигурными фонарями.
Условно делится на три основные урбанистические зоны: политико-административный центр Аомори, промышленно-хозяйственный район Хатинохе и культурно-исторический район Хиросаки.

## Символика
Эмблема и флаг префектуры были выбраны 1 января 1961 года. Белый цвет эмблемы символизирует бесконечность вселенной, а насыщенный зелёный цвет — надежду на развитие и процветание.
Цветком префектуры был признан 23 сентября 1971 года яблоневый цветок. Птицей выбрали лебедя (1964), деревом — кипарисовик (1966), а рыбой — ложного палтуса (1987).

## География

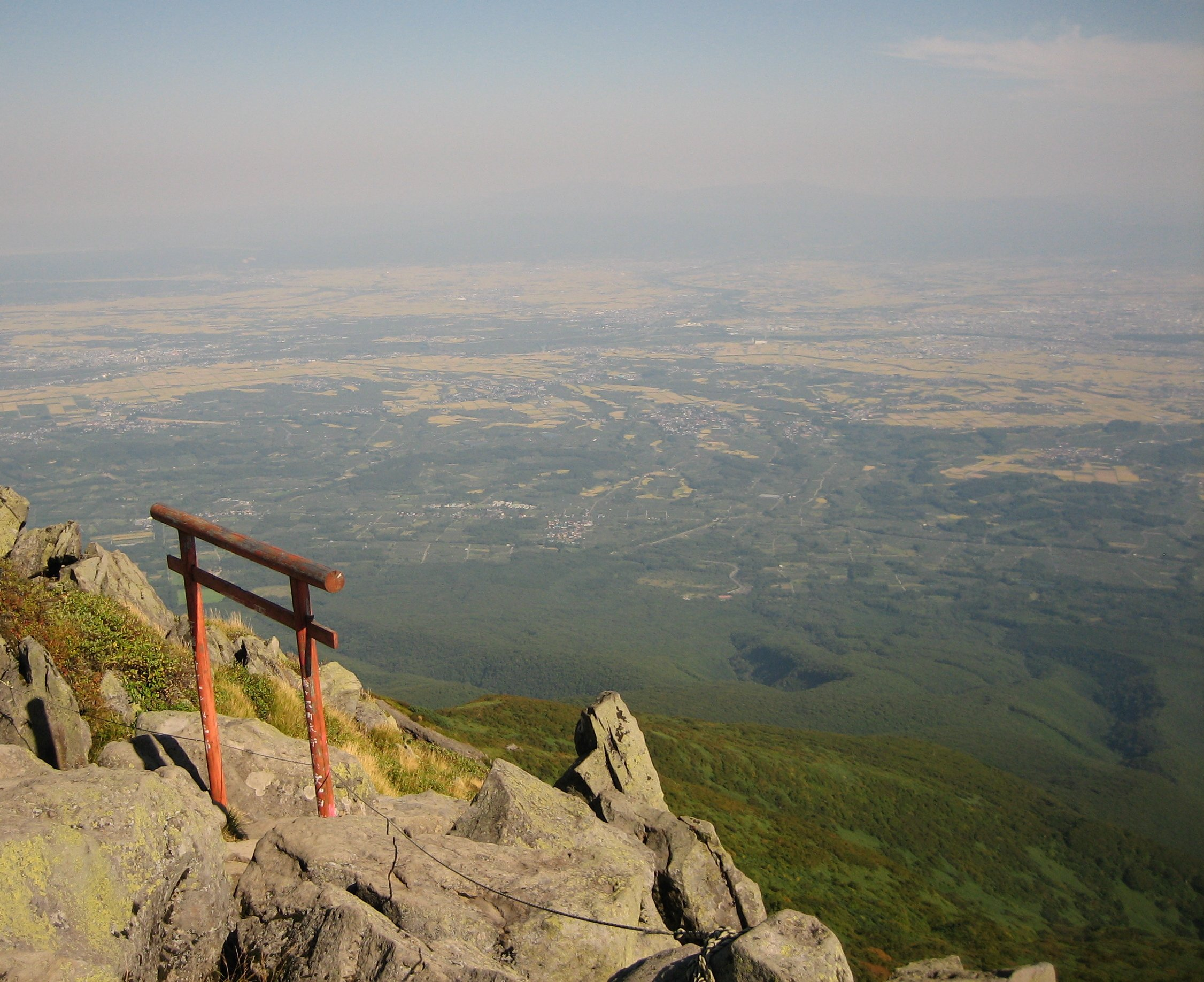
Вид на равнину Цугару с горы Иваки, которую часто называют «цугарской Фудзи».

Префектура Аомори расположена на северной окраине острова Хонсю, в регионе Тохоку. На юге она граничит с префектурами Акита и Иватэ, а на севере отделена Сангарским проливом от острова и префектуры Хоккайдо. С запада Аомори омывают воды Японского моря, а с востока — Тихий океан.
Площадь префектуры Аомори составляет около 9644,55 км2, включая 60 км2 озера Товада. Она составляет 2,5 % всей площади Японии и занимает 8-е место в стране по площади среди других префектур.
В Аомори преобладает горный рельеф. В центральной части префектуры проходит горный хребет Оу, растянувшийся с севера на юг, а в западной части, на границе с префектурой Акита, пролегают занесённые во Всемирное наследие ЮНЕСКО горы Сираками, которые являются продолжением горного массива Дэва. Более 66 % территории префектуры покрыты лесами. Самой высокой точкой на территории Аомори является гора Иваки — 1 625 м над уровнем моря.
Крупнейшей низиной префектуры является Цугарская равнина. Кроме неё существуют также меньшие по размерам равнина Аомори, низина Муцу и низина Огавара.

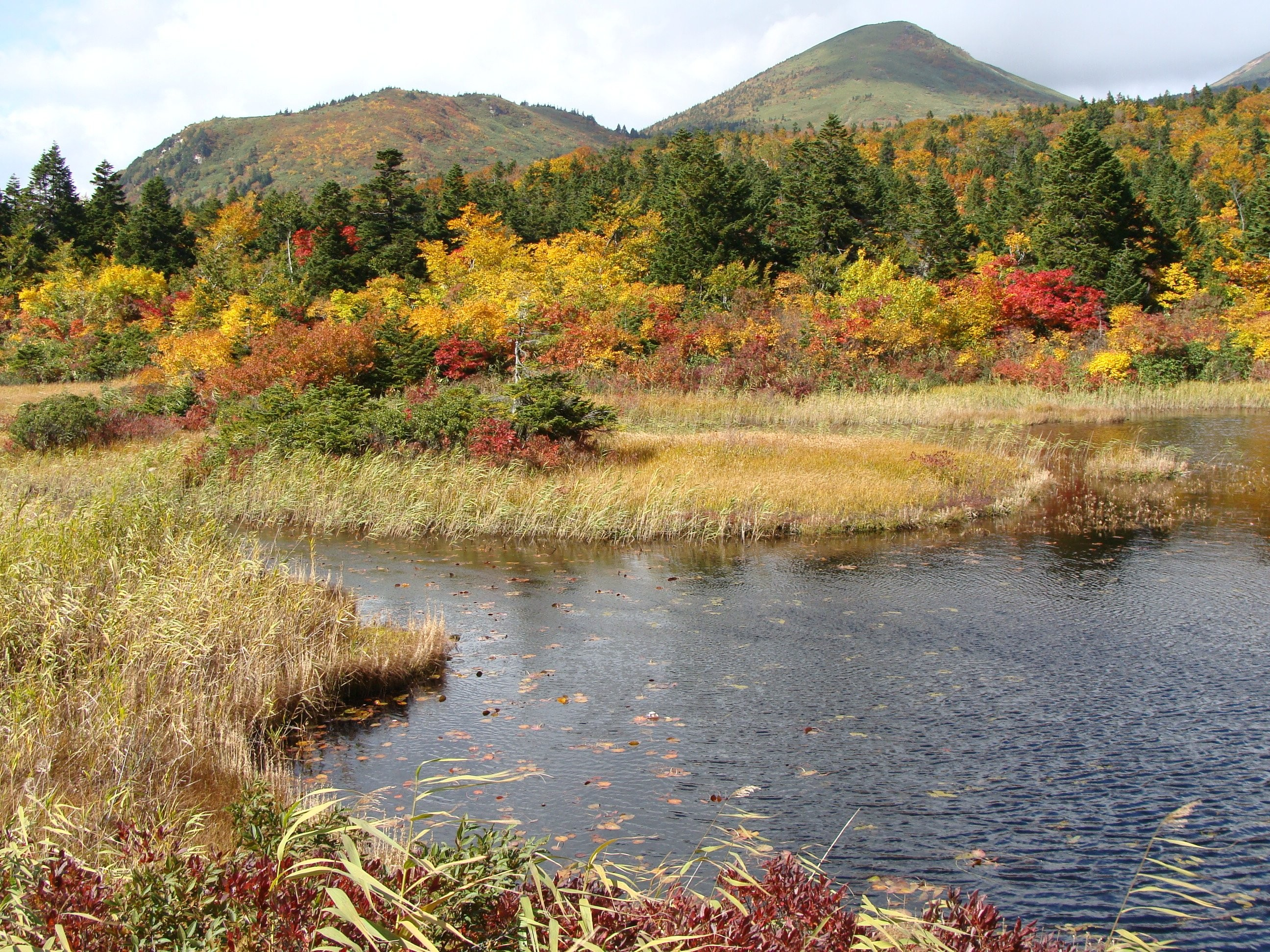
Болота у подножия вулканической гряды Хаккода в центральной части префектуры.

В восточной части префектуры расположен удлиненный топорообразный полуостров Симокита, в западной — полуостров Цугару, а в центральной — небольшой полуостров Нацудомари. Очертания первых двух полуостровов образуют залив Муцу, который соединяется на северо-западе с Сангарским проливом через пролив Тайрадате.
На южной границе с префектурой Акита находится озеро Товада — уникальный водоём в кратере вулкана, а у основания полуострова Симокита, с тихоокеанской стороны, расположено озеро Огавара.
На территории префектуры расположен ряд заповедников и парков разных уровней — это Национальный заповедник вулканической гряды Товада-Хатимантай, суб-национальные парки полуострова Симокита и района Цугару, а также 8 парков префектурного уровня.
Климат в Аомори умеренный. Горы Оу разделяют префектуру на две субклиматические зоны — восточную, или тихоокеанскую, и западную. Последняя характеризуется большим количеством осадков, особенно зимой. Лето в Аомори прохладное по сравнению с другими префектурами Японии. Ежегодная средняя температура за последние 50 лет составляет 11,1 °C, а среднее количество осадков — около 1300—1400 мм.

## История

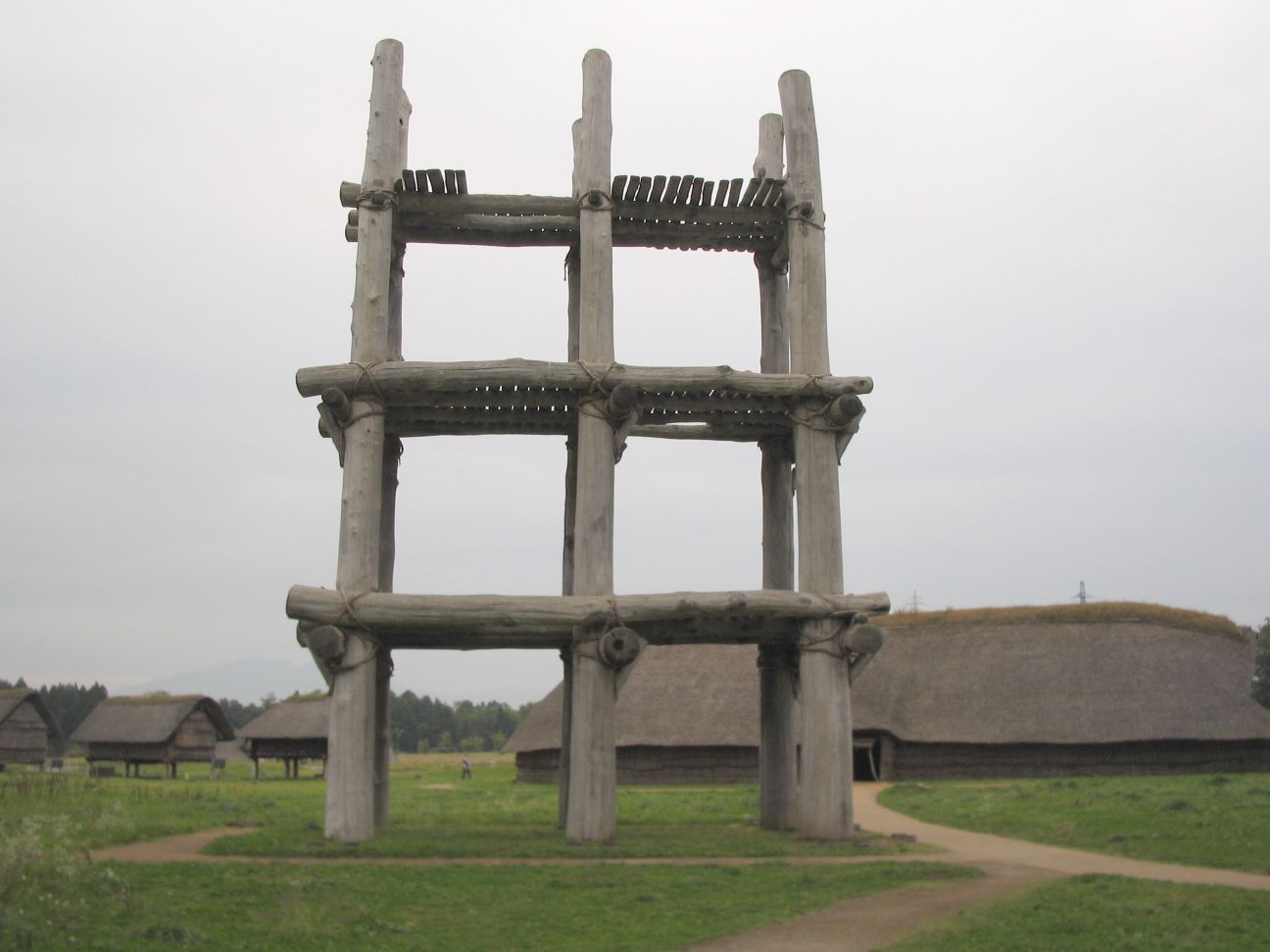
Стоянка Саннай-Маруяма — крупнейшее поселение периода Дзёмон на Японском архипелаге.

Земли современной префектуры Аомори были заселены ещё в палеолите. Через неё пролегал северный миграционный путь первобытных людей с материка в Японию. В период Дзёмон (12 000 до н. э. — 300 до н. э.) местные жители стали создателями охотничье-собирательской культуры, о чём свидетельствует найденный археологами материал со стоянок и городищ Саннай-Маруяма, Камегаока и других. В период Яёи (300 до н. э. — 300) на территории Аомори распространилось рисоводство, однако неблагоприятные климатические условия для его поддержания вызвали упадок новой хозяйственной культуры и, вероятно, отток населения в южные районы.
До XI века округа Аомори принадлежала автохтонным племенам эмиси, потомкам дзёмонской популяции, но впоследствии территория была покорена завоевателями из государства Ямато, предками большей части современных японцев. Хотя многие эмиси погибли в борьбе за независимость, их знать признала верховенство Императора Японии и была включена в круг японской провинциальной аристократии.
В течение раннего средневековья самым влиятельным властителем на территории современной Аомори был род Абэ, представитель японизированной элиты эмиси. Главы этого рода принимали участие в самурайских междоусобицах 1051—1062 и 1083—1087 гг. в северной Японии, контролировали небольшой надел на юге острова Хоккайдо и заведовали торговлей с айнами.
В XIII веке, после утверждения Камакурского сёгуната, монополия рода Абэ в Аомори была нарушена. Центральная власть передала юго-восточные земли современной префектуры самураям рода Намбу. В течение XV—XVI веков, в результате беспрерывных войн, они оттеснили Абэ на север, заняв большую часть Аомори. Однако во 2-й половине XVI века против рода Намбу восстал его вассал Оура Тамэнобу, более известный как Цугару Тамэнобу, который завоевал западные земли современной префектуры с центром в Цугарской равнине.

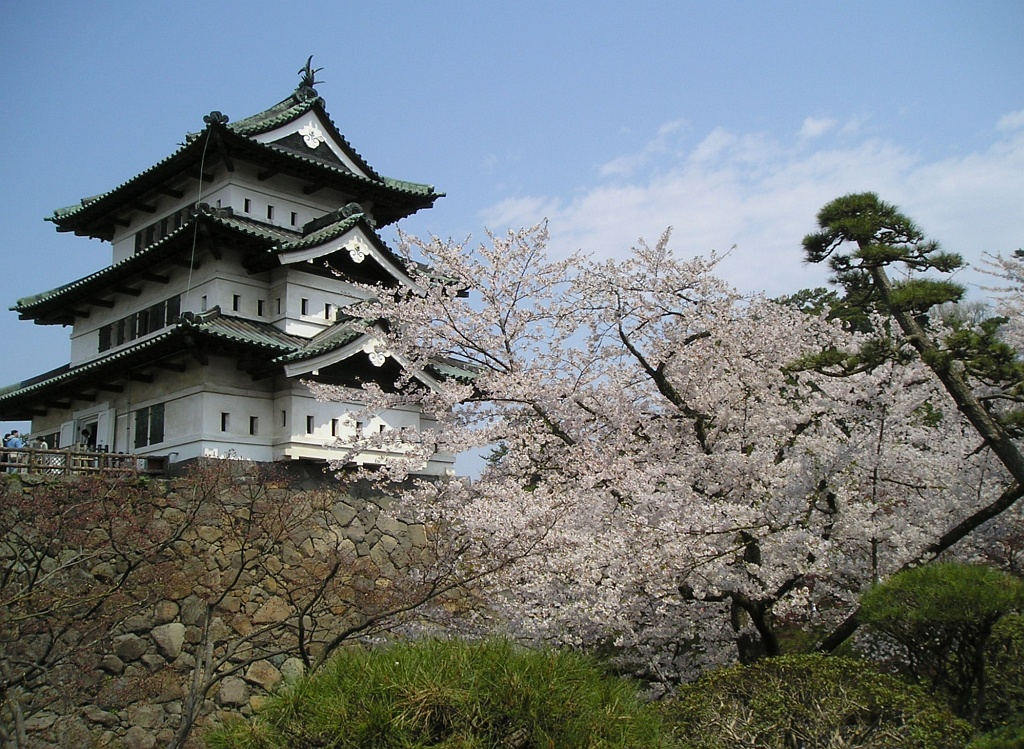
Замок Хиросаки — главная цитадель города Хиросаки, бывшая резиденция рода Цугару.

Политическое деление Аомори на восточную и западную части между родами Намбу и Цугару было закреплено в XVII веке с оформлением сёгуната Эдо. На её территории появилось два автономных образования: Мориока на востоке и Хиросаки на западе. Они просуществовали до середины XIX века на протяжении всего периода Эдо. Кроме этих крупных княжеств, в Аомори также были и малые княжества с центрами в Хатинохе, Ситинохе и Куроиси.
После реставрации в Японии прямого императорского правления в 1868 году началась война между старым сёгунатом и новым монархическим режимом, в которую вступили княжества Мориока и Хиросаки. Последнее поддерживало императорские силы и одержало победу в 1869 году. За заслуги в этой войне правительство создало на основе княжества Хиросаки префектуру Хиросаки, которую в сентябре 1871 года переименовали в префектуру Аомори. Окончательно границы этой префектуры оформились в 1876 году.
Во второй половине XIX—XX веке префектура Аомори играла роль военно-промышленного центра Японской империи. В городе Хиросаки квартировалась 8 дивизия Императорской Армии Японии, принимавшая участие в Русско-японской войне 1904—1905 гг. и интервенции в Сибирь 1918—1924 гг., а в порту Оминато размещалась база Императорского флота Японии. Из-за своего стратегического значения префектура потерпела сильные бомбардировки авиации США во время Второй мировой войны.
После 1945 года Аомори продолжает быть важным военно-исследовательским регионом Японии. Здесь находятся база авиации США в Мисаве, заводы по переработке ядерного топлива и научные центры по изучению и хранению высокорадиоактивных материалов. Развивается также инфраструктура и транспорт: в 1988 году под Сангарским проливом был проложен Тоннель Аомори-Хакодате, который связал префектуру Аомори с островом Хоккайдо. В 2010 введена в строй скоростная железная дорога Тохоку-синкансэн, связывающая префектурный центр Аомори со столицей Токио.

## Административно-территориальное деление
В префектуре Аомори расположено 10 городов и 8 уездов (22 посёлка и 8 сёл).

### Города
Список городов префектуры:
- Аомори;
- Госёгавара;
- Куроиси;
- Мисава;
- Муцу;
- Товада;
- Хатинохе;
- Хиракава;
- Хиросаки;
- Цугару.

### Уезды
Посёлки и сёла по уездам:
- Камикита;
  - Иокогама;
  - Нохедзи;
  - Оирасе;
  - Роккасё;
  - Рокунохе;
  - Ситинохе;
  - Тохоку;
- Китацугару;
  - Итаянаги;
  - Накадомари;
  - Цурута;
- Минамицугару;
  - Инакадате;
  - Овани;
  - Фудзисаки;
- Накацугару;
  - Нисимея;
- Нисицугару;
  - Адзигасава;
  - Фукаура;
- Саннохе;
  - Гонохе;
  - Намбу;
  - Саннохе;
  - Синго;
  - Такко;
  - Хасиками;
- Симокита;
  - Кадзамаура;
  - Ома;
  - Саи;
  - Хигасидори;
- Хигасицугару;
  - Имабецу;
  - Йомогита;
  - Сотогахама;
  - Хиранай.

## Экономика

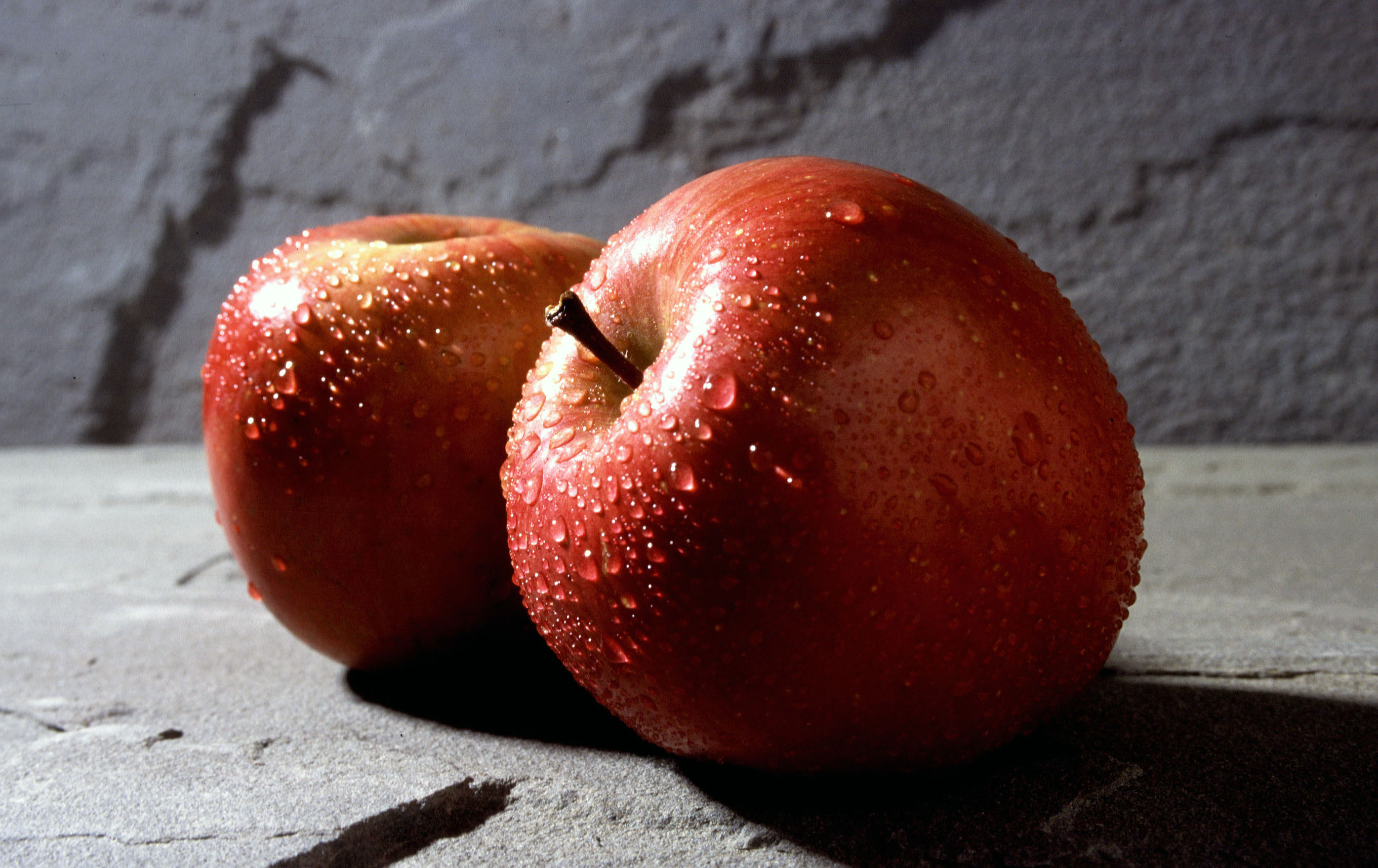
Префектура Аомори — лидер на японском рынке яблок.

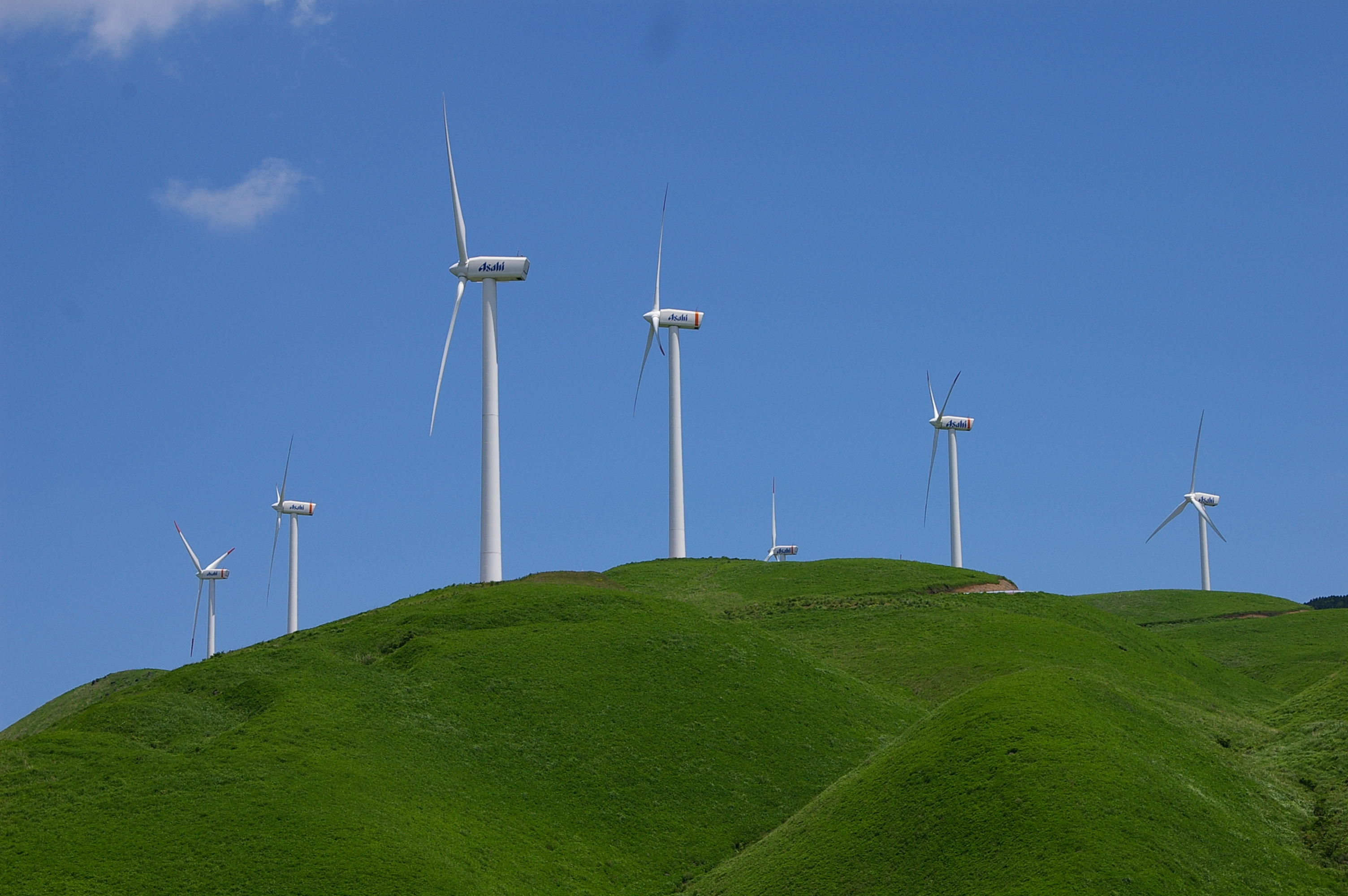
В Аомори расположено много ветряных электростанций.

Основными отраслями хозяйства являются сельское и лесное хозяйство, а также рыбный промысел.
В южных районах производятся минеральные удобрения и занимаются животноводством, а в Цугару в основном выращиваются яблоки и рис. У Аомори самые высокие в стране показатели по выращиванию яблок, ямса китайского, чеснока и лопушника большого.
Площадь лесов в Аомори равна примерно 640 тысяч га, что составляет 66,4 % всей площади префектуры. Криптомерия произрастает на всей территории префектуры и занимает площадь в целом около 200 тысяч га. В каждом из районов префектуры преобладает своя порода деревьев: на полуостровах Цугару и Симокита распространено дерево хиба (кипарисовик японский), в районе гор Хаккода и Сираками
произрастает бук зубчатый, а в южных районах преобладает сосна густоцветная.
В Аомори развита химическая промышленность, а именно отрасль переработки и утилизации промышленных отходов. С 1990-х годов развиваются высокие технологии. В префектуре размещено крупнейшее в Японии количество ветряных электростанций.
В префектуре также изготавливают традиционные ремесленные изделия, которые имеют многовековую историю. Самыми известными из них являются цугарские лакированные изделия (яп. 津軽塗, つがるぬり цугару-нури).
Услуги и коммерция развиты в крупных городах префектуры — Аомори, Хиросаки и Хатинохе.

## Международные связи
Префектура Аомори поддерживает международный обмен с четырьмя регионами: штатом Санта-Катарина в Бразилии, Хабаровским краем в России, штатом Мэн в США и областью Лигурия в Италии.